# Gran Premi d'Europa del 2016
El Gran Premi d'Europa de Fórmula 1 de la temporada 2016 s'ha disputat al Circuit urbà de Bakú a l'Azerbaidjan, del 17 al 19 de juny del 2016.

## Resultats de la qualificació
| Pos                  | No | Pilot             | Constructor          | Part 1   | Part 2   | Part 3   | Sortida |
| -------------------- | -- | ----------------- | -------------------- | -------- | -------- | -------- | ------- |
| 1                    | 6  | Nico Rosberg      | Mercedes             | 1:43.685 | 1:42.520 | 1:42.758 | 1       |
| 2                    | 11 | Sergio Pérez      | Force India-Mercedes | 1:44.462 | 1:43.939 | 1:43.515 | 7*      |
| 3                    | 3  | Daniel Ricciardo  | Red Bull-TAG Heuer   | 1:44.570 | 1:44.141 | 1:43.966 | 2       |
| 4                    | 5  | Sebastian Vettel  | Ferrari              | 1:45.062 | 1:44.461 | 1:43.966 | 3       |
| 5                    | 7  | Kimi Räikkönen    | Ferrari              | 1:44.936 | 1:44.533 | 1:44.269 | 4       |
| 6                    | 19 | Felipe Massa      | Williams-Mercedes    | 1:45.494 | 1:44.696 | 1:44.483 | 5       |
| 7                    | 26 | Daniil Kvyat      | Toro Rosso-Ferrari   | 1:44.694 | 1:44.687 | 1:44.717 | 6       |
| 8                    | 77 | Valtteri Bottas   | Williams-Mercedes    | 1:44.706 | 1.44.477 | 1.45.256 | 8       |
| 9                    | 33 | Max Verstappen    | Red Bull-TAG Heuer   | 1:44.939 | 1:44.387 | 1:45.570 | 9       |
| 10                   | 44 | Lewis Hamilton    | Mercedes             | 1:44.259 | 1:43.526 | 2:01.954 | 10      |
| 11                   | 8  | Romain Grosjean   | Haas-Ferrari         | 1:45.507 | 1:44.755 |          | 11      |
| 12                   | 27 | Nico Hülkenberg   | Force India-Mercedes | 1:44.860 | 1:44.824 |          | 12      |
| 13                   | 55 | Carlos Sainz Jr.  | Toro Rosso-Ferrari   | 1:44.827 | 1:45.000 |          | 18*     |
| 14                   | 14 | Fernando Alonso   | McLaren-Honda        | 1:45.525 | 1:45.270 |          | 13      |
| 15                   | 21 | Esteban Gutiérrez | Haas-Ferrari         | 1:45.300 | 1:45.349 |          | 14      |
| 16                   | 12 | Felipe Nasr       | Sauber-Ferrari       | 1:45.549 | 1:46.048 |          | 15      |
| 17                   | 88 | Rio Haryanto      | Manor-Mercedes       | 1:45.665 |          |          | 16      |
| 18                   | 94 | Pascal Wehrlein   | Manor-Mercedes       | 1:45.750 |          |          | 17      |
| 19                   | 22 | Jenson Button     | McLaren-Honda        | 1:45.804 |          |          | 19      |
| 20                   | 9  | Marcus Ericsson   | Sauber-Ferrari       | 1.46.231 |          |          | 20      |
| 21                   | 20 | Kevin Magnussen   | Renault              | 1:46.348 |          |          | 22*     |
| 22                   | 30 | Jolyon Palmer     | Renault              | 1:46.394 |          |          | 21      |
| Temps 107%: 1:53.742 |    |                   |                      |          |          |          |         |
| Font:                |    |                   |                      |          |          |          |         |

## Resultats de la Cursa
| Pos   | No | Pilot             | Constructor          | Voltes | Temps / Retirada | Pos.Sortida | Punts |
| ----- | -- | ----------------- | -------------------- | ------ | ---------------- | ----------- | ----- |
| 1     | 6  | Nico Rosberg      | Mercedes             | 51     | 1h 32: 52. 366   | 1           | 25    |
| 2     | 5  | Sebastian Vettel  | Ferrari              | 51     | + 16.696 s       | 3           | 18    |
| 3     | 11 | Sergio Pérez      | Force India-Mercedes | 51     | + 25.241 s       | 7           | 15    |
| 4     | 7  | Kimi Räikkönen    | Ferrari              | 51     | + 33.102* s      | 4           | 12    |
| 5     | 44 | Lewis Hamilton    | Mercedes             | 51     | + 56.335 s       | 10          | 10    |
| 6     | 77 | Valtteri Bottas   | Williams-Mercedes    | 51     | + 1.00.886 min.  | 8           | 8     |
| 7     | 3  | Daniel Ricciardo  | Red Bull-TAG Heuer   | 51     | + 1:09.229 min.  | 2           | 6     |
| 8     | 33 | Max Verstappen    | Red Bull-TAG Heuer   | 51     | + 1:10.696 min.  | 9           | 4     |
| 9     | 27 | Nico Hülkenberg   | Force India-Mercedes | 51     | + 1:17.708 min.  | 12          | 2     |
| 10    | 19 | Felipe Massa      | Williams-Mercedes    | 51     | + 1:25.375 min.  | 5           | 1     |
| 11    | 22 | Jenson Button     | McLaren-Honda        | 51     | + 1:44.807 min.  | 20          |       |
| 12    | 12 | Felipe Nasr       | Sauber-Ferrari       | 50     | + 1 volta        | 15          |       |
| 13    | 8  | Romain Grosjean   | Haas-Ferrari         | 50     | + 1 volta        | 11          |       |
| 14    | 20 | Kevin Magnussen   | Renault              | 50     | + 1 volta        | 22          |       |
| 15    | 30 | Jolyon Palmer     | Renault              | 50     | + 1 volta        | 21          |       |
| 16    | 21 | Esteban Gutiérrez | Haas-Ferrari         | 50     | + 1 volta        | 14          |       |
| 17    | 9  | Marcus Ericsson   | Sauber-Ferrari       | 50     | + 1 volta        | 20          |       |
| 18    | 88 | Rio Haryanto      | Manor-Mercedes       | 49     | + 2 voltes       | 16          |       |
| Ret   | 14 | Fernando Alonso   | McLaren-Honda        | 42     | Caixa de canvis  | 13          |       |
| Ret   | 94 | Pascal Wehrlein   | Manor-Mercedes       | 39     | Frens            | 17          |       |
| Ret   | 55 | Carlos Sainz Jr.  | Toro Rosso-Ferrari   | 31     | Suspensions      | 18          |       |
| Ret   | 26 | Daniil Kvyat      | Toro Rosso-Ferrari   | 7      | Suspensions      | 6           |       |
| Font: |    |                   |                      |        |                  |             |       |